# Winner (Pet Shop Boys)
Winner è un singolo del gruppo musicale britannico Pet Shop Boys, pubblicato il 6 agosto 2012 come primo estratto dall'undicesimo album in studio Elysium.

## Descrizione
Neil Tennant, in una intervista, ha commentato il brano dichiarando "si chiama Winner ed è superficialmente una specie di canzone alla We Are the Champions ma in realtà non lo è. La canzone tratta di quel momento..e realmente ciò che conta è il cameratismo di tutto ciò che vivi in quel momento. Ti assapori il momento, lo assapori perché non è altro che un solo piccolo momento".

## Promozione
Winner è stato presentato in anteprima mondiale il 2 luglio al The Ken Bruce Show sull'emittente radiofonica inglese BBC Radio 2. La sua prima esibizione dal vivo è stata eseguita a Wimbledon il 28 luglio prima che iniziassero le gare olimpiche di tennis.
Il singolo è stato pubblicato con l'aggiunta di due b-side. La prima, A certain "Je ne sais quoi", fu composta dal duo nel 2007 e verso il 2012 ri-lavorata, mentre The Way Through the Woods è stata registrata a Los Angeles durante la sessione di registrazione dell'album ma in un secondo luogo i Pet Shop Boys ci hanno lavorato ulteriormente, creando la versione estesa. Il brano si basa su un poema di Rudyard Kipling.
Nel singolo è inoltre inclusa una reinterpretazione di I Started a Joke, originariamente incisa dai Bee Gees ed eseguita dal duo come tributo alla scomparsa di Robin Gibb.

## Accoglienza
Winner ha ricevuto mediamente buone critiche. Secondo NME Winner è una delle canzoni più gratificanti dell'intera storia delle canzoni dei Pet Shop Boys. Il Daily Telegraph definisce la canzone un perfetto connubio con lo spirito delle olimpiadi, e utilizza termini come "trionfante, modesta, un perfetto stile inglese delle cose". Popjustice ha commentato che Winner lavora perfettamente nel contesto sportivo in cui è uscito, ma che come singolo di testa di un album dei Pet Shop Boys è probabilmente il peggiore dai tempi di Before. Oltre a ciò, Popjustice fa notare di come i tre b-side del disco singolo eclissando l'intera canzone. Il giornale inglese Metro commenta che il singolo fa ricordare le icone pop e di come loro gentilmente ci persuadevano a star bene. The Guardian commenta che i Pet Shop Boys hanno portato una idea negli studio e l'hanno resa migliore. Il Daily Star ha assegnato alla canzone 9/10 commentando che "merita una medaglia d'oro per essere attorno alla febbre olimpia, il primo assaggio del nuovo album del duo è straordinariamente epico", e aggiunge che la canzone è "un tono decisamente amabile in cui nessuno può criticare la loro scelta", ed è una "performance da campione".

## Video musicale
Il video di Winner fu pubblicato sul sito ufficiale dei Pet Shop Boys il 23 luglio 2012. Il video è diretto dai Surrender Monkeys e ha come soggetto le London Rollergirls. Il video non fu molto gradito ai fan del duo essenzialmente per due motivi: il video è orientato verso un tema al di fuori della canzone e non compaiono i Pet Shop Boys nel video. In molti colpevolizzano il video come causa di un basso piazzamento nelle classifiche.

## Tracce
CD, download digitale
1. Winner - 3:47
2. A Certain "Je ne sais quoi" - 4:58
3. The Way Through the Woods (Long Version) - 5:42
4. I Started a Joke - 3:17

Winner Remixed
1. Winner (Andrew Dawson HappyHour remix) - 4:40
2. Winner (John Dahlbäck remix) - 5:36
3. Winner (Niki & The Dove remix) - 6:06
4. Winner (Andrew Dawson Extended HappySad remix) - 8:06

## Classifiche
| Classifica (2012)              | Posizione massima |
| ------------------------------ | ----------------- |
| Belgio (Fiandre)               | 55                |
| Belgio (Vallonia)              | 16                |
| Germania                       | 60                |
| Regno Unito                    | 86                |
| Stati Uniti (dance club)       | 12                |
| Stati Uniti (dance/electronic) | 21                |